# Кимон
Кимон (греч. Κίμων; Kímon) (около 512 до н. э. — 450 до н. э., Китий, Кипр) — полководец и политический деятель Афин периода греко-персидских войн.
Сын Мильтиада и Гегесипилы, дочери фракийского царя Олора, принадлежал к аристократическому роду Филаидов. В качестве рядового воина и главнокомандующего участвовал во множестве сражений (в том числе битве при Саламине и битве при Эвримедонте). После изгнания Фемистокла в 470 г. до н. э. стал главным политическим деятелем древних Афин.
Во время нахождения при власти сумел воплотить в жизнь ряд широкомасштабных строительных проектов. Благодаря возведённым постройкам имя Кимона косвенным образом связано с историей античной философии. Созданная им удобная оливковая роща «Академия» вначале стала местом собрания членов знаменитой философской школы Платона, а затем эпонимом научных организаций — академий. В Расписной (Пестрой) стое (др.-греч. Ποικίλη στοά) преподавал знаменитый древнегреческий философ Зенон Китийский. По месту первоначальных собраний представители его школы названы стоиками.
Вследствие недовольства народа лаконофильством (благосклонностью и уважением ко всему спартанскому) Кимона, его участием в военной кампании по завоеванию острова Фасоса и Третьей Мессенской войне на стороне потенциального врага Афин Спарты, а также использованием методов грязной политической борьбы Кимон был подвергнут остракизму и на время изгнан из города.
Умирая во время военной кампании на Кипре, он приказал своим сподвижникам немедленно отплыть, скрывая его смерть, что и было исполнено; ни враги, ни союзники ни о чём не догадывались. По пути назад афиняне выиграли два сражения (морское и сухопутное) у войска персидского царя около Саламина (по легенде, город основал выходец с острова Саламин в Греции). По выражению древнегреческого историка Фанодема, афиняне благополучно возвратились «под начальством Кимона, за тридцать дней до того умершего».

## Происхождение. Ранние годы
Кимон, по отцу Мильтиаду, происходил из древнего аристократического рода Филаидов. Не менее знатным является его происхождение по женской линии. Матерью Кимона была дочь фракийского царя Олора Гегесипила.
Отец Кимона Мильтиад являлся тираном греческой колонии Херсонеса Фракийского. Обстановка, в которой рос будущий выдающийся военачальник и политик, не имела ничего общего с афинскими реалиями. В то время как в Афинах происходила острая внутриполитическая борьба, которая закончилась изгнанием тиранов Писистратидов и реформами Клисфена, в Херсонесе Фракийском в этом отношении было всё спокойно. Сын тирана города и внук царя Фракии жил в аристократической роскоши и богатстве.
Безмятежное счастье молодого аристократа оборвалось в 493 г. до н. э. Отец Кимона Мильтиад во время Ионийского восстания присоединился к грекам, выступившим против власти персов. После подавления восстания Мильтиад, спасаясь от преследования, был вынужден бежать в Афины, вместе с отцом в Афины попал и Кимон.
Через 3 года, в 490 г. до н. э. Мильтиад победил персидское войско в Марафонской битве. Военная экспедиция персов под руководством Датиса и Артаферна была направлена Дарием I на покорение Афин. Отец Кимона на некоторое время стал национальным героем. Так, к примеру, один из наиболее известных афинских военачальников и государственных деятелей Фемистокл часто повторял: «Лавры Мильтиада не дают мне спать». Данная фраза впоследствии стала крылатой.
В следующем году Мильтиад во главе афинского войска предпринял поход на остров Парос. Военная экспедиция закончилась безрезультатно. По возвращении победитель битвы при Марафоне был обвинён в обмане афинян. В результате он был признан виновным, и на него был наложен штраф в 50 талантов — баснословная по тем временам сумма. Вскоре Мильтиад умер от гнойного воспаления бедра.
После смерти отца Кимон «унаследовал» невыплаченный штраф. Согласно афинскому законодательству, государственные должники подвергались частичной атимии. Им было запрещено участвовать в общественной жизни, занимать государственные посты, выступать в народном собрании и обращаться в суд.
В 80-е годы V в. до н. э. ситуация в Афинах характеризовалась напряжённой внутриполитической борьбой. Поддерживаемые простым народом реформы Фемистокла были крайне невыгодны аристократам (эвпатридам). Наиболее влиятельные семьи, а именно Филаиды, Алкмеониды и Керики, объединились между собой для противодействия Фемистоклу. Альянс был упрочен политическими браками. Филаид Кимон женился на представительнице Алкмеонидов Исодике. Сестра Кимона Эльпиника вышла замуж за богача Каллия из рода Кериков. Именно Каллий помог выплатить долг в 50 талантов. После этого перед Кимоном открылась дорога в «большую политику».
Плутарх упоминает трёх сыновей от супруги Исодики — близнецов Лакедемония и Улия, а также Фессала. Примечательно, что имена детей Кимона были созвучными с областями Древней Эллады — Спарты (Лакедемона), Элиды и Фессалии. В других античных источниках указываются ещё 3 сына — Мильтиад (по деду), Кимон (по отцу) и Писианакт. Антиковед И. Е. Суриков не видит в этом противоречий. Так как Кимон женился в позднем возрасте, то вполне объяснимым является наличие более ранних детей.

## От битвы при Саламине до остракизма Фемистокла
В 480 г. до н. э. войско Ксеркса вторглось на территорию Греции. После поражения греков под Фермопилами путь на Афины и Пелопоннес для персов был открыт. Наиболее видный афинский политик того времени Фемистокл сумел убедить жителей города в необходимости эвакуации. Большинство граждан было потрясено и угнетено необходимостью отдать родной город на уничтожение врагу без боя. Согласно Плутарху, в это время Кимон совершил демонстративный поступок. Пройдя через Керамик к Акрополю с конскими удилами в руках, он посвятил их богине, помолился, взял щит и спустился к морю. Таким образом, он показал, что государство на данный момент нуждается в бойцах-моряках, а не в сухопутном войске. Во время последующей морской битвы при Саламине сражался рядовым воином, проявил героизм. Сразу же после сражения ему начинают давать важные государственные поручения. Его имя фигурирует среди послов, направленных в Спарту в 479 г. до н. э..
После окончательного изгнания персов с территории Греции Кимон был назначен афинским стратегом в составе союзного флота под общим руководством спартанского царя Павсания. Во время экспедиции греки захватили у персов Византий. Несмотря на военные успехи, спартанский царь Павсаний из-за своей грубости и недостойного поведения лишился поддержки рядовых греков.
С начальниками союзников Павсаний разговаривал  всегда сурово и сердито, а простых воинов наказывал палками или заставлял стоять целый день с железным якорем на плечах. Никому не разрешалось раньше спартанцев набрать соломы на подстилку, принести сена коням или подойти к источнику и зачерпнуть воды — ослушников слуги гнали  прочь  плетьми.
На фоне недостойного поведения Павсания росла популярность афинских стратегов — Кимона и Аристида. Спартанский царь был свергнут вследствие мятежа и отозван в Спарту. Новым руководителем войска был избран Кимон.
В 477 г. до н. э. Кимон проводит свою первую успешную военную операцию. Осада города Эйона в устье реки Стримона закончилась тем, что возглавлявшиеся Богесом осаждённые персы подожгли город и погибли в огне. Взятие города позволило грекам начать колонизацию привлекательного стримонского региона.
В 476 г. до н. э. Кимон провёл ещё одну удачную военную кампанию. Захватив Скирос, остров в северо-западной части Эгейского моря, он изгнал обосновавшихся там пиратов, которые препятствовали нормальному развитию морской торговли. Согласно легендам на острове был убит мифологический герой и бывший царь Афин Тесей. После усердных поисков Кимон заявил о том, что им найдены останки Тесея. Вне зависимости от того, принадлежали ли доставленные в Афины кости самому Тесею, или нет, данный эпизод прибавил Кимону популярности в народе.
В 471 г. до н. э. изгнал из Византия спартанского регента Павсания. Бывший победитель битвы при Платеях вышел из-под контроля. Он самовольно захватил данный стратегически важный город и управлял им как тиран. Такое положение никого не устраивало, в том числе и спартанцев. Захваченный город вошёл в состав Делосского союза, ещё более усилив афинское могущество. Со взятием Византия связана легенда, согласно которой Кимон во время дележа добычи приказал с одной стороны поставить пленных персов, а с другой положить их золотые украшения. После этого он предложил союзникам выбрать любую из частей, с тем чтобы другая досталась афинянам. Все сочли тогда, что этим дележом Кимон выставил себя на посмеяние. Союзники уносили драгоценности, а афинянам достались нагие тела мало привычных к физическому труду людей. Вскоре друзья и родственники пленных стали выкупать их. Это позволило Кимону собрать весьма большие средства.
В то время, как Кимон всё более и более набирал популярность, другой некогда главный афинский политик Фемистокл её утрачивал. После проведённого остракизма в 470 г. до н. э. Фемистокла Кимон стал «политиком номер один» в Афинах.

## От остракизма Фемистокла до остракизма Кимона

### Военная деятельность
Во время нахождения при власти Кимон участвовал в трёх военных кампаниях. Несмотря на то, что все они были успешными, осада главного города острова Фасос и помощь спартанцам в Третьей Мессенской войне вызвали недовольство афинян и стали одной из причин последующего изгнания полководца из города.
Вскоре после изгнания Фемистокла Кимон одержал одну из самых громких побед греко-персидских войн в битве при Эвримедонте. Ему удалось за один день одержать «тройную» победу в двух морских и одном сухопутном сражениях над превосходящими силами противника.
Афинянам стало известно, что в устье реки Эвримедонт (на юго-западе Малой Азии) собираются крупные морские и сухопутные силы персов, предназначенные для вторжения в Элладу. Во главе флота из 200 кораблей Кимон прибыл к месту дислокации персов и застал их врасплох. Большинство персов находилось на берегу. В связи с этим грекам удалось разгромить вражеский флот и взять в плен 200 триер. Персы в сложившейся ситуации медлили, так как ожидали пополнение 80-ю кораблями финикийцев, которые были на подходе к месту сражения. Греки, высадившись на берег, навязали бой врагу и разбили сухопутное войско.
На этом сражение не закончилось. По приказу главнокомандующего греки вновь сели на корабли и разбили подходящий к Эвримедонту финикийский флот.
Сокрушительное поражение при Эвримедонте заставило персидского царя пойти на переговоры. В Сузы отправилось посольство афинян, которым руководил зять Кимона, Каллий. Детали заключённого мирного договора (де-факто перемирия, которое имеет название Кимонов мир) неизвестны, но его условия явно были выгодны для афинян.
В 465 г. до н. э. остров Фасос поднял восстание и заявил о выходе из управляемого Афинами Делосского союза. Формально Делосский союз был образован для совместного противодействия завоеванию персами. После победы над варварами и устранения данной угрозы морской союз утрачивал смысл своего существования. Соответственно жители Фасоса посчитали себя свободными от взятых ранее обязательств. Однако афиняне считали по-другому и не хотели отказываться от владения богатым островом. Во главе военной экспедиции был поставлен Кимон. Разбив в морском сражении флот островитян, он осадил главный город острова. Осада затянулась и продлилась 3 года. Во время этого же похода Кимон освободил свой родной город Херсонес Фракийский.
По возвращении в Афины Кимону пришлось предстать перед судом и защищаться от тяжёлых голословных обвинений. Исследователь античности Института всеобщей истории РАН И. Е. Суриков оценивает происходившее, как «головокружение от успехов» у афинян. Кимона обвинили в том, что он мог напасть на Македонию и завоевать большую её часть, но не сделал этого, так как получил взятку от македонского царя Александра I. На этот раз успешный полководец был оправдан.
Поводом для открытого проявления оппозиции внешней политике Кимона стала Третья Мессенская война. В 469/468 г. до н. э. в Спарте произошло разрушительное землетрясение. Этим событием воспользовались находящиеся на положении, близком к рабству, илоты и подняли восстание. Спартанские власти не могли самостоятельно справиться с возникшей угрозой. О панике спартанцев говорит в частности Аристофан в комедии Лисистрата:
К вам речь моя теперь, лакедемоняне! 
Забыли вы, как алтари афинские
С мольбою обнял Периклид-лаконянин
Бледнее снега, хоть в одежде пурпурной,
И помощи просил. А вся Мессения
Тогда восстала, и земли дрожанием
Казнил вас бог. Щитов четыре тысячи
Повёл наш Кимон в Спарту, и пришёл — и спас
Оппонент и потенциальный противник Афин Спарта была ослаблена и находилась на грани гибели. Представитель народной партии Эфиальт заклинал афинян не оказывать помощи спартанцам. Кимон, которого впоследствии обвиняли в лаконофильстве, находясь в зените своего могущества, склонил народ к мнению о необходимости отправить войско для усмирения илотов. С помощью афинского войска непосредственная угроза для существования Спарты была ликвидирована, но оставались очаги сопротивления. Спартанцы надеялись справиться с ними самостоятельно. Однако укрепившиеся на горе Ифома повстанцы настолько яростно защищались, что спартанцам пришлось повторно обращаться за помощью к Афинам. Командующим вновь был назначен Кимон. Его вторая пелопонесская кампания датируется 462 г. до н. э. Даже при содействии афинян овладеть Ифомой не удавалось. В этих условиях спартанцы приняли решение отказаться от помощи и отправить союзное войско обратно домой. Демос в Афинах чувствовал себя глубоко униженным, восприняв высылку своего войска как свидетельство недоверия. Расплачиваться за дипломатический скандал пришлось главнокомандующему. На очередной остракофории в 461 г. до н. э. некогда главного полководца и политика города изгнали на 10 лет.

### Общественная деятельность
Некогда бедный юноша, не способный выплатить долг за своего отца — победителя битвы при Марафоне, во время успешных военных действий значительно обогатился. Причём его состояние было получено полностью законным путём, так как полководцу полагалась лучшая и большая, чем остальным, часть военной добычи. Свои богатства Кимон использовал в первую очередь для демонстративных трат на благо граждан. Его щедрость запечатлелась в памяти у афинян. В частности о ней в своих произведениях пишут Плутарх, Аристотель, Корнелий Непот и Феопомп.
Военные труды Кимона возместились сторицей, и это богатство, по общему мнению, было им добыто с честью — на войне от врагов; ещё с большей для себя честью Кимон тратил его на сограждан. Так, например, он велел снять ограды, окружающие его владения, дабы чужеземцы и неимущие сограждане могли, не опасаясь, пользоваться плодами, а дома у себя приказывал ежедневно готовить обед, хотя и скромный, но достаточный для пропитания многих. Каждый бедняк, если хотел, приходил на обед и получал пищу [...] Его постоянно сопровождали двое или трое юношей в богатой одежде, и если им случалось встретить какого-нибудь убого одетого старика из горожан, один из них менялся с ним платьем — зрелище, казавшееся величественным. Те же юноши, щедро снабжённые мелкими деньгами, замечая на площади людей бедных, но порядочных, останавливались подле них и молча вкладывали им в руку несколько монет.
Полученные в ходе военных действий денежные средства позволили Кимону воплотить в жизнь ряд широкомасштабных строительных проектов. Было начато строительство стратегически важных Длинных стен, которые соединяли город с портом Пиреем. Тогда же была возведена южная стена на Акрополе. Кроме сооружений оборонительного характера, Кимон заботился и о досуге граждан. Согласно Плутарху, он «первый отвёл и благоустроил места, где можно было проводить время в утончённых и достойных свободных граждан свободных занятиях и беседах: городскую же площадь обсадил платанами. Академию же, до того лишённую воды и запущенную, превратил в обильно орошаемую рощу с искусно проведёнными дорожками для бега и тенистыми аллеями». Впоследствии оливковая роща Академия стала одним из любимых мест собраний афинян, в том числе и последователей Платона (т. н. Платоновская Академия).
На северной стороне Агоры (центральной площади) была воздвигнута одна из самых знаменитых построек древних Афин — Расписная стоя. Она представляет собой портик, расписанный лучшими художниками того времени. Одна из картин изображает отца Кимона Мильтиада во время битвы при Марафоне. В целом росписи Стои современные исследователи считают образцом монументальной пропаганды раннеклассической эпохи.
Благодаря возведённым постройкам имя Кимона косвенным образом связано с историей античной философии. Созданная им удобная оливковая роща вначале стала местом собрания членов знаменитой философской школы Платона, а затем эпонимом научных организаций — академий. В расписной стое (др.-греч. Ποικίλη στοά — расписной портик) преподавал знаменитый древнегреческий философ Зенон Китийский. По месту первоначальных собраний представители его школы названы стоиками.
Кроме опосредованного влияния на развитие мировой философии, Кимон содействовал видным деятелям культуры того времени. В частности вокруг Кимона сформировался кружок знаменитых учёных, художников, скульпторов и драматургов. Среди них следует отметить крупнейшего живописца V в. до н. э. Полигнота, скульптора Фидия, философа Архелая, писателя Ферекида и драматурга Софокла.
Особо показательным является описанный Плутархом эпизод противостояния Эсхила и Софокла, произошедший в 468 г. до н. э.
Софокл, тогда еще юноша, ставил свою первую пьесу, и архонт Апсефион, заметив несогласия и споры между зрителями, не стал бросать жребий для избрания судей, но, когда Кимон, войдя в театр со своими сотоварищами-стратегами, совершил установленные возлияния богу, остановил их и, приведя к присяге, заставил сесть и судить состязание — всех десятерых, так что каждый оказался представителем от одной из фил. Почёт, каким пользовались эти судьи, возбудил, конечно, в исполнителях особенное рвение и соперничество. Победил Софокл, а Эсхил, опечаленный и удручённый, лишь короткое после этого время пробыл, как сообщают, в Афинах, а затем с досады уехал в Сицилию. Там он умер и похоронен близ Гелы.
В этом рассказе обращает на себя внимание то, каким большим авторитетом пользовался Кимон в описываемый период. Ради него сочли возможным отступить от принятого способа избрания судей на состязаниях драматургов.

## Остракизм
Остракизм Кимона относится к чётко датируемым событиям афинской истории. Практически все писавшие об этом событии антиковеды относят его к 461 г. до н. э. Кроме недовольства демоса двумя военными походами, существовал ряд причин, склонивших афинян изгнать успешного полководца и некогда наиболее уважаемого политика из города.
У Плутарха приводится цитата из сочинений древнегреческого драматурга Евполида, в которой отражаются те три главных недостатка, которые приписывало Кимону общественное мнение: пьянство, излишне близкие отношения с родной сестрой Эльпиникой и лаконофильство.
... плохим 
Он не был, хоть и был беспечным пьяницей, 
Хоть часто ездил даже в Спарту ночевать, 
Оставив Эльпинику в одиночестве.
О том, что сплетни о незаконном сожительстве Кимона со своей сестрой ходили во время их жизни, а не являются более поздними измышлениями, свидетельствует найденный остракон с надписью «Пусть Кимон, сын Мильтиада, уходит, взяв Эльпинику». Учитывая целый ряд исторических нестыковок, антиковед Суриков предполагает, что раздувание сплетен относительно инцестуальных отношений Кимона являлось примером грязной политической борьбы, направленной на компрометирование политического деятеля в древних Афинах.
Упрёки в пристрастии к Спарте имели под собой ряд веских оснований. Верный традициям прошлого, Кимон выставлял своим гражданам образцом Спарту. Его политика «мир среди единоплеменников, война с варварами» была эффективной во время активных военных действий с персами. При отсутствии таковых нарастали внутренние противоречия между основными древнегреческими государствами — Афинами и Спартой. Военная кампания по оказанию помощи потенциальному врагу подвергалась резкой критике со стороны политических оппонентов Кимона. Лаконофильство Кимона уменьшало его популярность в народе.
На остракофории 461 г. до н. э. Кимона изгнали из города.

## От остракизма до возвращения в Афины
После изгнания Кимон поселился в своём родном городе Херсонесе Фракийском. Во время отсутствия знаменитого полководца власть получили представители демократической партии, одну из первых ролей в которой играл Перикл. Во внутриполитической жизни был проведён целый ряд преобразований. Внешняя политика новой власти была крайне неэффективной.
Афины ввязались одновременно в две войны — со Спартой и империей Ахеменидов. В обоих случаях афиняне понесли ряд поражений. В 459 г. до н. э. началось восстание в Египте против персидского господства. На помощь повстанцам был послан флот в 200 триер, который потерпел сокрушительное поражение в дельте Нила. Захват острова Эгины привёл к началу Малой Пелопоннесской войны со Спартой и союзными ей государствами.
Во время битвы при Танагре афиняне проиграли. Согласно Плутарху, перед битвой появился Кимон, готовый вместе с согражданами сражаться против спартанцев. Однако государственный совет (Совет пятисот), узнав об этом, запретил принимать его в войско. Недруги Кимона предположили, что известный своим лаконофильством, он в ответственный момент возмутит войско и совершит предательство. Узнав об этом, Кимон удалился, прося своих товарищей, которых также обвиняли в лаконофильстве, твёрдо стоять в бою, тем самым сняв с себя обвинения.
Ряд военных неудач вынудил Перикла инициировать досрочное возвращение Кимона в Афины. Согласно Плутарху, между двумя политиками было достигнуто соглашение, согласно которому Кимон отвечал за внешнюю политику (в том числе военные действия), а Перикл за внутреннюю.

## Военная кампания на Кипре. Смерть
По возвращении в Афины Кимон заключил мир между древнегреческими государствами и стал готовиться к новой военной кампании. После поражения в Египте, которое внесло перемены в ход военных действий, афинянам требовалось взять реванш. В этом контексте наиболее благоприятным местом представлялся Кипр. Остров населяли эллины, которые сохранили осознание своей этнокультурной принадлежности.
В 450 г. до н. э. на Кипр отправился общегреческий флот в составе 200 кораблей под предводительством Кимона. 60 из них отплыли далее в Египет на помощь повстанцам. Вначале кампания складывалась весьма удачно. Афиняне осадили Китий. Во время осады Кимон умер, то ли от болезни, то ли от ранения. Умирая, он приказал своим сподвижникам немедленно отплыть, скрывая его смерть, что и было исполнено; ни враги, ни союзники ни о чём не догадывались. По пути назад афиняне выиграли два сражения (морское и сухопутное) у войска персидского царя около Саламина (по легенде, город основал выходец с острова Саламин в Греции). По выражению древнегреческого историка Фанодема, афиняне благополучно возвратились «под начальством Кимона, за тридцать дней до того умершего».

## Античные источники
- Аристотель. Афинская полития (27)
- Геродот. История (Книга VI. 136; Книга VII. 107)
- Фукидид. История (Книга I. 98, 100, 102, 112)
- [lib.ru/POEEAST/PLUTARH/plutarkh4_13.txt Плутарх. Кимон и Лукулл]
- Корнелий Непот. Кимон